# Jan Bagieński

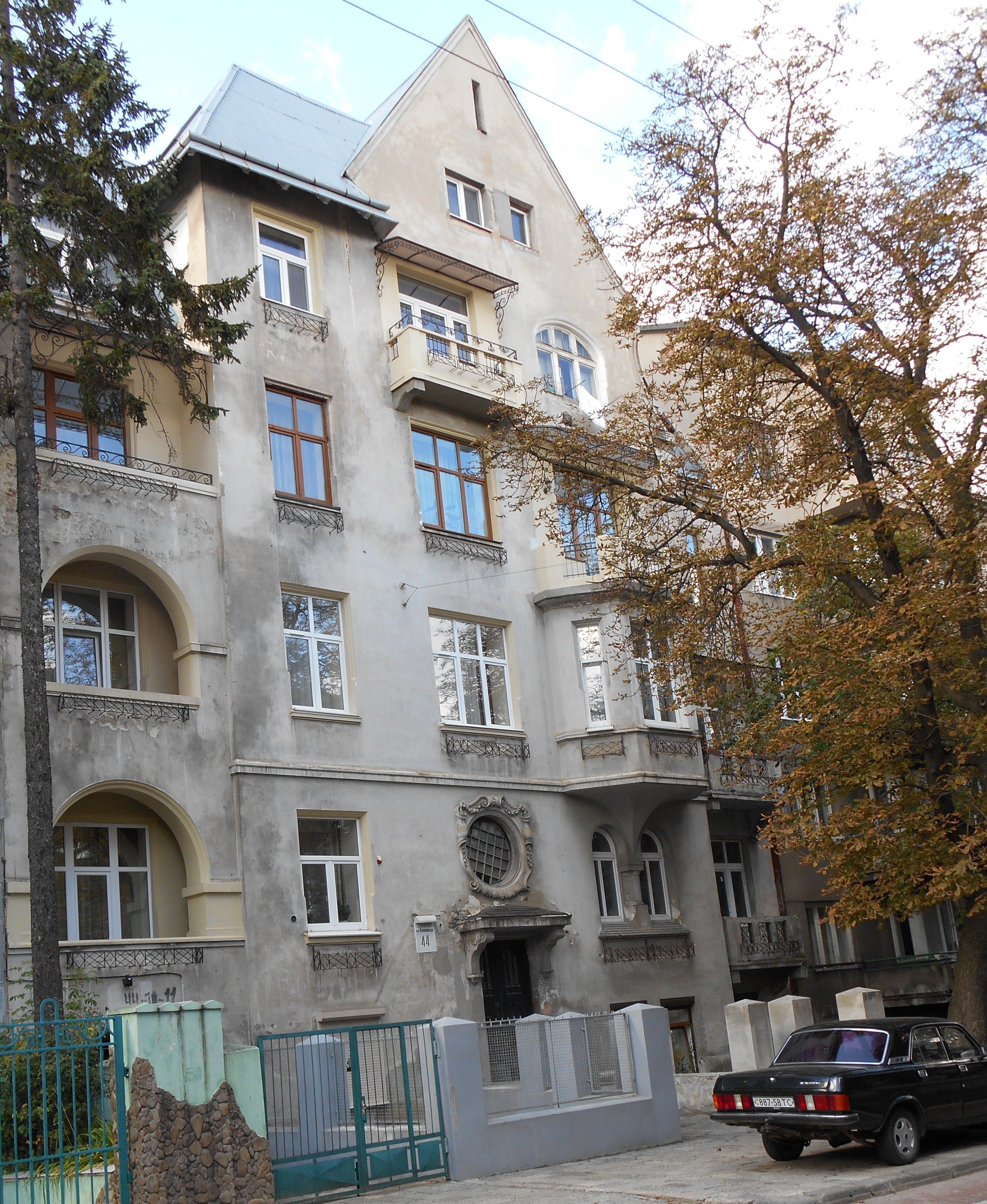
Kamienica przy dawnej ulicy 29 listopada 14, Lwów

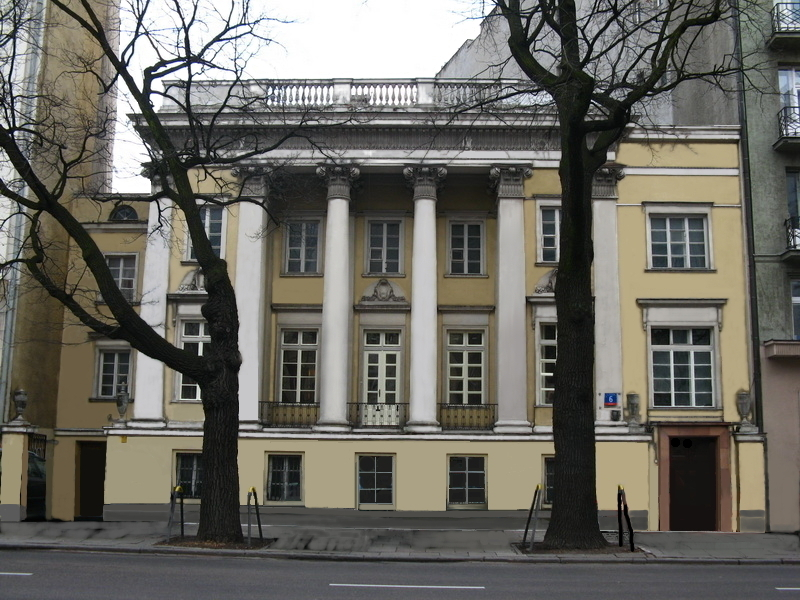
Pałacyk Dowgiałłów przy Alei Szucha 6, Warszawa

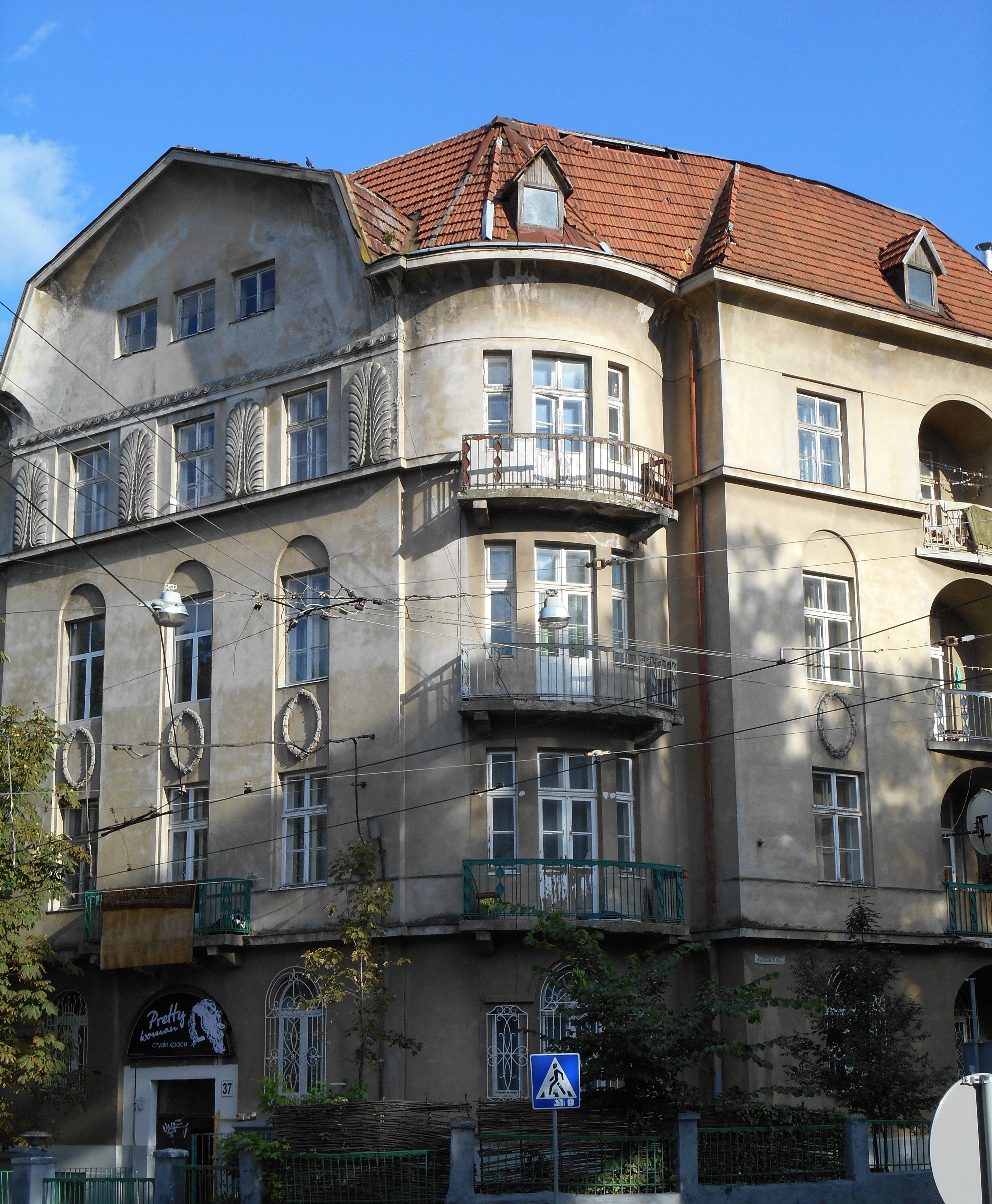
Kamienica przy ulicy Ludwika Nabielaka 37 (obecnie Iwana Kotlarewskiego), Lwów

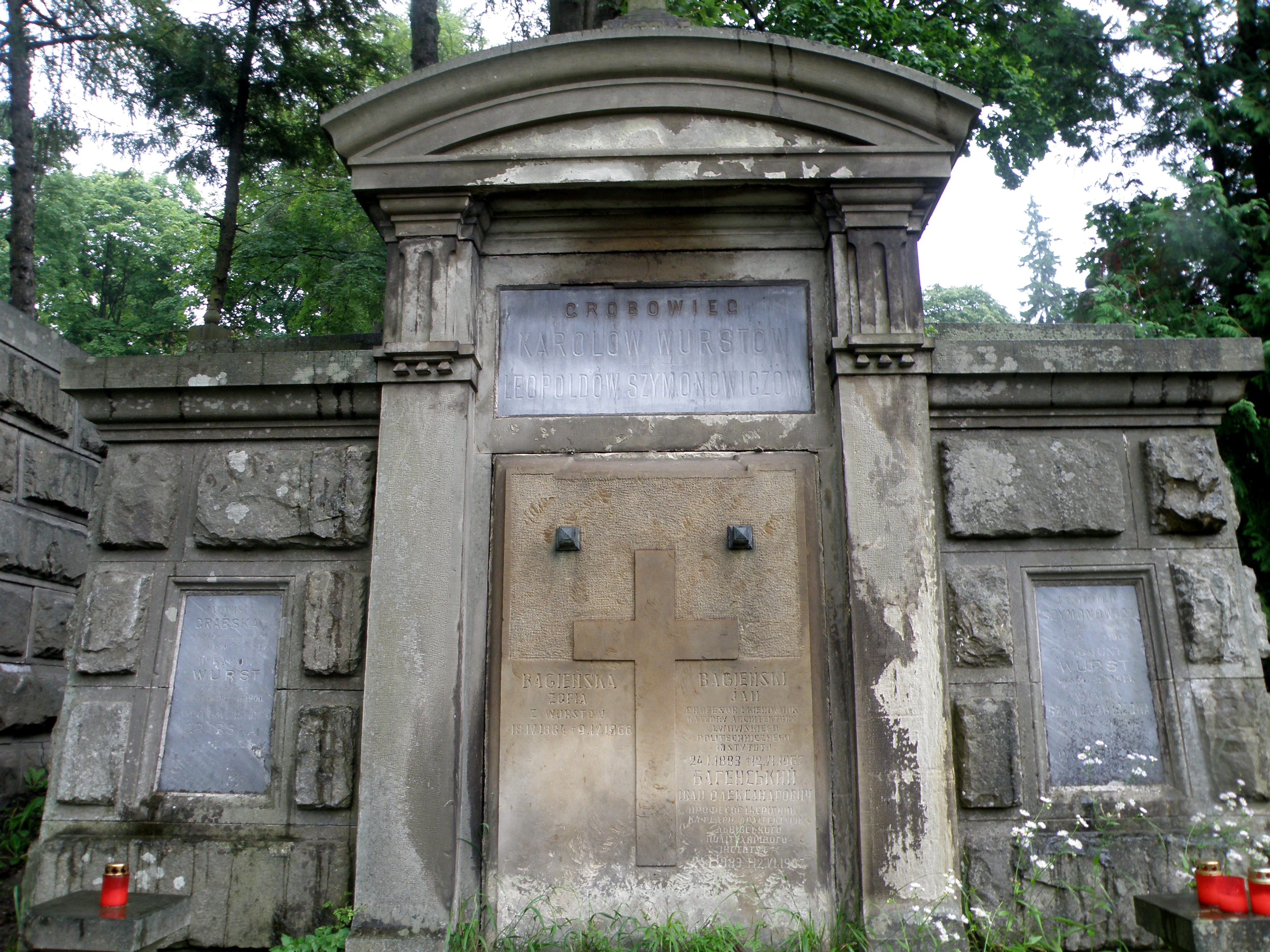
Grobowiec Wurstów i Szymonowiczów na Cmentarzu Łyczakowskim gdzie spoczywa Jan Bagieński, Lwów

Jan Aleksander Bagieński (ur. 25 stycznia 1883 w Sorokach, zm. 12 czerwca 1967 we Lwowie) – polski architekt związany głównie z Lwowem, wykładowca Politechniki Lwowskiej.

## Życiorys
Urodził się w rodzinie polskiego prawnika Aleksandra Bagieńskiego, po ukończeniu szkoły realnej wyjechał do Kerczu, gdzie uczył się w Gimnazjum Aleksandryjskim. W sierpniu 1902 przyjechał do Warszawy i rozpoczął studia na Uniwersytecie, które przerwał w 1904 i zamieszkał we Lwowie, gdzie rozpoczął rok później naukę w Wyższej Szkole Politechnicznej. Od 1909 pracował w biurze budowlanym Wojciecha Dembińskiego (1880–b.d.), rok później ukończył studia i otrzymał uprawnienia architekta. W 1913 wyjechał na dwa miesiące do Rzymu, gdzie poświęcił czas na własne badania nad architekturą antyczną. Do 1914 zaprojektował jedenaście kamienic i domów użytkowych, które zostały zbudowane przez firmę Dembińskiego. W 1915 wyjechał do Sewastopola, gdzie był starszym asystentem Alfonsa (Aleksandra) Wensana przy budowie koszar Morskiego Korpusu Kadetów.
W 1920 powrócił do Lwowa, gdzie zaczął projektować wille miejskie. Od 1921 był wykładowcą na Politechnice Lwowskiej, w 1933 otrzymał tytuł profesora. Uczył kompozycji architektonicznej w oparciu o formy klasyczne, po 1939 pozostał na uczelni i wykładał również po wybuchu II wojny światowej i przekształceniu tej uczelni w radziecki Instytut Politechniczny.
Podczas wysiedlenia Polaków ze Lwowa podjął decyzję o pozostaniu w mieście. Od 1950 rozszerzył zakres swoich wykładów o dekoratorstwo, należał do rady regionalnej do spraw architektury i urbanistyki. Wykształcił 370 architektów, na emeryturę przeszedł z końcem 1966.
Zmarł 12 czerwca 1967 i spoczął na Cmentarzu Łyczakowskim.

## Dorobek architektoniczny
Jan Bagieński początkowo tworzył w duchu neoklasycyzmu, po 1920 jego projekty nosiły cechy funkcjonalizmu.
- Dom radcy skarbowego Ludwika Hirscha przy dawnej ulicy 29 Listopada we Lwowie 44 zbudowany w duchu modernizmu (1911–1912);
- Kamienica dochodowa Żurawskiej przy ulicy Jana Chodkiewicza we Lwowie (obecnie ul. Bohuna 6);
- Kamienica dochodowa F. Mączyńskiego przy ulicy Jana Chodkiewicza we Lwowie (obecnie ul. Bohuna 8);
- Kamienice przy dawnej ulicy Andrzeja Potockiego we Lwowie nry 56 i 68, (wspólnie z Wojciechem Dembińskim) (1910);
- Kaplica we wsi Babin koło Kałusza (1912);
- Kamienica przy ulicy Władysława Łozińskiego we Lwowie (obecnie ul. Ołeksandra Hercena 6), wspólnie z Wojciechem Dembińskim (1912);
- Kamienice przy ulicy Floriana Ziemiałkowskiego we Lwowie (obecnie ul. Ołeksy Nowakowskiego 8–10) (1912);
- Neorenesansowy Pałacyk Dowgiałły przy Alei Jana Ch. Szucha 6–8 w Warszawie, zbudowany jako wygrana konkursu architektonicznego (1912–1913);
- Kamienice secesyjne z elementami klasycyzmu przy ulicy Ludwika Nabielaka we Lwowie (obecnie ul. Iwana Kotlarewskiego 12, 37, 37a), wspólnie z Wojciechem Dembińskim (1913–1914);
- Żeńska Szkoła Realna Janiny Karłowicz przy ulicach Snopkowskiej i Karłowiczówny we Lwowie (obecnie ul. Stusa 23), wspólnie z Wojciechem Dembińskim (1912–1913);
- Kamienica przy ulicy Izaka Isakowicza we Lwowie (obecnie ul. Iwana Horbaczewskiego 8) (1913);
- Willa w Lubieniu Wielkim (ok. 1915);
- Centralny pawilon Targów Wschodnich we Lwowie tzw. podkowa z ornamentem w stylu art déco (1922) (wspólnie z Tadeuszem Stanisławem Wróblem, Bronisławem Wiktorem i Tadeuszem Bładą) (1922);
- Willa w stylu neoklasycyzmu przy ulicy Adama Ponińskiego 2 we Lwowie (obecnie ul. Iwana Franki 150), obecnie muzeum Iwana Franki (1925);
- Kościół pw. Św. Trójcy w Rudniku nad Sanem (wspólnie z Bronisławem Wiktorem) (1927–1928);
- Kościół pw. Najświętszej Marii Panny we wsi Lipiny (Rejon jaworowski) (1925–1931);
- Sanatorium „Wiktor” w Żegiestowie (wspólnie ze Zbigniewem Wardzałą) (1936);
- Kościół pw. Matki Boskiej Pocieszenia i św. Marcina w Komborni (1932–1933);
- Dom mieszkalny kwaterunku wojskowego w Kołomyi (1934–1939);
- Gmach Towarzystwa Ubezpieczeń Ogólnych w stylu funkcjonalizmu przy ulicy Zielonej 12 we Lwowie (1937–1939), we wrześniu 1939 mieściło się tu dowództwo obrony miasta, a obecnie Wydział Uniwersytetu Medycznego;
- Kino w Drohobyczu (1946);
- Kompleks sportowy Politechniki Lwowskiej (1950–1952).

## Renowacje i przebudowy
- Industrial Bank w Krakowie (1912);
- Przebudowa budynku Banku Austro-Węgierskiego przy ulicy 3 maja we Lwowie (obecnie ul. Strzelców Siczowych 9) na siedzibę Galicyjskiego Banku Oszczędności (1914–1921);
- Przebudowa Pałacu Bielskich przy ulicy Mikołaja Kopernika 42 we Lwowie (1921–1923) obecnie Dom Nauczyciela;
- Willa przy ulicy Jana Długosza we Lwowie (obecnie ul. Cyryla i Metodego 15), współautor Wojciech Dembiński (1927);
- Renowacja wnętrza i wyposażenia klasztoru Dominikanów we Lwowie (1928);
- Odbudowa zamku w Brzeżanach (1932);
- Przebudowa elewacji Pałacu Biesiadeckich przy Placu Halickim we Lwowie 10 (1934).

## Projekty niezrealizowane
- Konkurs na zabudowę ulicy Mikołaja Kopernika we Lwowie (1910);
- III miejsce w konkursie na gmach Muzeum Narodowego w Warszawie (1924).